# 羅倫斯西站
羅倫斯西站（英語：Lawrence West Station）是一座多倫多地鐵央街－大學線車站，坐落加拿大安大略省多倫多北約克羅倫斯西路（Lawrence Avenue West）和爹利公園路（Dell Park Avenue）之間一段艾倫道的中央分隔帶，於1978年1月27日聯同該地鐵線的士巴丹拿段一起開幕。
下列由多倫多公車局營運的巴士線駛經羅倫斯西站：
- 52號羅倫斯西巴士線（Lawrence West）
- 58號馬爾頓巴士線（Malton）
- 59號楓葉路巴士線（Maple Leaf）
- 109號蘭尼巴士線（Ranee）
- 400號羅倫斯莊園社區巴士線（Lawrence Manor）

## 外部連結
- 维基共享资源上的相關多媒體資源：羅倫斯西站
- （英文）TTC Lawrence West Station （页面存档备份，存于）－多倫多公車局網站 羅倫斯西站頁面